# سایت سنترز
سایت سنترز (انگلیسی: SITE Centers) شرکت املاک آمریکایی است، که در سال ۱۹۶۵ تأسیس شد.